# Tour du Jura (Suisse)
Ne doit pas être confondu avec Tour du Jura (France).
Le Tour du Jura est une course cycliste disputée en Suisse. Créé en 1981, il a intégré le calendrier de l'Union cycliste internationale en 2001, en catégorie 1.5. Il fait partie de l'UCI Europe Tour depuis 2005, en catégorie 1.2. Il est organisé par l'association Tour du Jura Cycliste, basée à Delémont dans le canton du Jura. En 2019, l'épreuve s'ouvre aux amateurs et est retirée du calendrier de l'UCI Europe Tour.
L'édition 2015 est annulée, tout comme celle de 2016. 

## Palmarès
| Année     | Vainqueur                 | Deuxième                  | Troisième          |
| --------- | ------------------------- | ------------------------- | ------------------ |
| 1981      | Daniel Wyder              | Heinz Luternauer          | Daniel Heggli (pl) |
| 1982      | Jochen Baumann            | Stephan Joho              | Arno Küttel        |
| 1983      | Marc van Orsouw           | Kurt Bieri                | Michael Däppen     |
| 1984      | Pius Schwarzentruber (de) | Bruno Hollenweger         | Daniel Berger      |
| 1985      | Daniel Steiger            | Herbert Niederberger (it) | Richard Trinkler   |
| 1986      | Beat Meister (pl)         | Daniel Lanz               | André Wernli (nl)  |
| 1987      | Daniel Hirs               | Adrian Wyler              | Pierre Curchod     |
| 1988      | Peter Bodenmann           | Laurent Dufaux            | Roger Devittori    |
| 1989      | Gerd Schierle             | Mike Hürlimann            | Matthias Hofmann   |
| 1990      | Markus Oppliger           | Riccardo Dasoli           | Ben Girard         |
| 1991      | Kurt Lustenberger         | Sylvain Golay             | Walter Hänni       |
| 1992      | Stephan Zbinden           | Andrea Stocco             | René Keller        |
| 1993      | Frédéric Vifian           | Mirco Pinton              | Marcel Renggli     |
| 1994      | Markus Kammermann         | Ottavio Soffredini        | Emanuele Granzotto |
| 1995      | Cédric Milliéry           | Stéphane Magnin           | Reto Bergmann      |
| 1996      | Markus Blessing           | Peter Bodenmann           | Adriano Piraino    |
| 1997      | interrompu                |                           |                    |
| 1998      | Michel Klinger            | Roland Rufener            | Pirmin Adler       |
| 1999      | Michel Klinger            | Beat Obrist               | Christian Murro    |
| 2000      | David Rusch               | Peter Frei                | Thomas Kaufmann    |
| 2001      | Roger Beuchat             | Stéphane Auroux           | Pierre Bourquenoud |
| 2002      | Jérôme Gannat             | Emmanuel Granat           | Jan Ramsauer (de)  |
| 2003      | Florian Lüdi              | Nicolas Dumont            | Sylvain Lavergne   |
| 2004      | Yannick Talabardon        | Laurent Paumier           | Florian Lüdi       |
| 2005      | Glen Chadwick             | Heath Blackgrove          | Florian Lüdi       |
| 2006      | Andreas Schillinger       | Alexandre Grux            | Nicolas Hartmann   |
| 2007      | Guillaume Levarlet        | Yukiya Arashiro           | Silvère Ackermann  |
| 2008      | Massimiliano Maisto       | Francesco Tizza           | Pirmin Lang        |
| 2009      | Roger Beuchat             | Joël Frey                 | Péter Kusztor      |
| 2010-2012 | non disputé               |                           |                    |
| 2013      | Matthias Brändle          | Aleksejs Saramotins       | Andrea Piechele    |
| 2014      | Kévin Ledanois            | David Belda               | Pierre Latour      |
| 2015-2016 | annulé                    |                           |                    |
| 2017      | Marc Hirschi              | Patrick Schelling         | Fabian Lienhard    |
| 2018-2019 | non disputé               |                           |                    |
| 2020      | Matthew Teggart           | Alan Jousseaume           | Harrison Bailey    |
| 2021      | Alan Jousseaume           | Sandy Dujardin            | Antoine Debons     |
| 2022      | Antoine Devanne           | Mattéo Vercher            | Thomas Bonnet      |
| 2023      | Elia Blum                 | Arnaud Tissières          | Noah Bögli         |
| 2024      | Arnaud Tendon             | Matteo Constant           | Sam Maisonobe      |